# Сан-Франсиско (річка)
Сан-Франсиско (англ. San Francisco River) — велика річка на південному заході США. Бере початок на сході штату Аризона. Тече спочатку на схід, а потім на південь, вже територією штату Нью-Мексико. Знову повертається до Аризони, де тече на захід і південний захід аж до впадання в річку Гіла трохи нижче від міста Кліфтон. Довжина річки складає близько 256 км.